# Alicia
Alicia er et pigenavn, der er udbredt i Spanien og England og er den latinske form af Alice. Ifølge Danmarks Statistik er der 433 danskere (2019) med fornavnet Alicia. 

## Kendte personer med navnet
- Alicia Keys (født 25. januar 1981), amerikansk R&B og Soul sanger
- Alicia Vikander (født 3. oktober 1988), svensk skuespillerinde
- Alicia Coutts (født 14. september 1987), australsk svømmer
- Alicia Pillay (født 24. marts 1980), sydafrikansk tennisspiller
- Alicia Silverstone (født den 4. oktober 1976), amerikansk skuespillerinde
- Alicia Yánez (født 10. december 1929 i Quito), ecuadoriansk digter, novelleskriver og journalist.
- Alicia de Larrocha (23. maj 1923 – 25. september 2009) spansk pianist